# VM (операційна система)
VM (англ. Virtual Machine) — операційна система для мейнфреймів фірми IBM.

## Історія
VM була розроблена на основі більш ранньої ОС IBM CP/CMS, що мала статус дослідницького проекту і розроблялася з 1967 року на базі модифікованої IBM System/360 Model 40, потім IBM System/360 Model 67 і IBM System/370, тобто систем, в яких вперше в сімействі була реалізована віртуальна пам'ять.
Перша версія власне VM, VM/370, була випущена в 1972 році для сімейства комп'ютерів IBM System/370. Після цього був випущений ряд версій VM для наступних сімейств мейнфреймів IBM: VM/ESA, VM/SEPP, VM/BSEPP, VM/SP, VM/HPO, VMXA/SF, VMXA/SP і система, що випускається в поточний момент z/VM для 64-розрядного сімейства IBM System z.
На поточний момент існує проект Hercules, що дозволяє завантажити систему VM на персональних комп'ютерах сімейства x86. Емулятор був створений з використанням коду VM/370, переданого компанією IBM у вільне використання. 

## Архітектура
Система складалась з Монітора віртуальних машин (CP, англ. Control Program) та зберігаємих[що це?] систем.
Монітор віртуальних машин надавав можливості завантажувати на модельованих віртуальних машинах інші операційні системи (в тому числі і такі, які завантажувались на фізичну машину) та забезпечував віртуалізацію та моделювання ресурсів. На віртуальну машину також могла бути завантажена і сама система VM, наприклад, з метою генерації. 
Зберігаємі системи завантажувались з адаптованого до VM образа і не могли бути завантажені окремо від VM.
VM не була операційною системою в повному розумінні цього терміна (вона не дозволяла виконувати в системі програми інші, як операційні системи), а лише забезпечувала середовище (віртуальні машини) для запуску інших (в тому числі так званих зберігаємих[джерело?]) операційних систем. Таким чином основа VM — монітор CP — був гіпервізором.
До складу системи VM також входила система діалогової обробки CMS. Саме тому в деяких джерелах операційну систему VM називають VM/CMS, що є не зовсім коректним, оскільки продукту з такою назвою ніколи не існувало. Таке найменування, проте, акцентує увагу на широкому використанні операційної системи віртуальної машини CMS під управлінням VM.
В клоні VM — ОС СВМ — систему CMS також іменували як PTS або ПДО (Підсистема Діалогової Обробки).

## Операційні системи, що працюють під керуванням VM

### CMS
CMS (Conversational Monitor System, раніше Cambridge Monitor System), також PTS (Programming and Testing System) — так звана "зберігаєма" операційна система VM. CMS надавала користувачеві діалоговий інтерфейс для роботи з файлами, розробки програм. Архітектура CMS була подібною до ранніх версій ОС для ПЕОМ: розподіл пам'яті, іменування дискових пристроїв (A, B, Y) тощо. Робота користувача CMS нагадувала роботу на персональному комп'ютері. Це був серйозний крок вперед в порівнянні з більш ранніми операційними системами, діалогові можливості яких були дуже обмежені.

### Приклад програми «Hello World» в CMS
Програма «Hello World» на Макроасемблері:
```
HELLO   CSECT
        USING HELLO,15
        SAVE (14, 12)
        WTO 'HELLO, WORLD!'
        RETURN (14,12),RC=0
        END
```

### BPS
Базова операційна система забезпечувала керування завданнями подібно до операційних систем IBM/360.